# Box-office 1991 au Canada et aux États-Unis
Cet article traite du box-office de 1991 au Canada et aux États-Unis. 

## Classement
| Rang | Titre                                       | Pays                  | Réalisateur                | Budget en USD | Recettes      |
| ---- | ------------------------------------------- | --------------------- | -------------------------- | ------------- | ------------- |
| 1.   | Terminator 2 : Le Jugement dernier          | États-Unis d'Amérique | James Cameron              | 102 000 000   | 204 843 345 $ |
| 2.   | Robin des Bois, prince des voleurs          | États-Unis d'Amérique | Kevin Reynolds             |               | 165 493 908 $ |
| 3.   | La Belle et la Bête                         | États-Unis d'Amérique | Gary Trousdale & Kirk Wise |               | 145 863 363 $ |
| 4.   | Le Silence des agneaux                      | États-Unis d'Amérique | Jonathan Demme             | 22 000 000    | 130 742 922 $ |
| 5.   | La Vie, l'Amour, les Vaches                 | États-Unis d'Amérique | Ron Underwood              |               | 124 033 791 $ |
| 6.   | Hook ou la Revanche du capitaine Crochet    | États-Unis d'Amérique | Steven Spielberg           | 70 000 000    | 119 654 823 $ |
| 7.   | La Famille Addams                           | États-Unis d'Amérique | Barry Sonnenfeld           |               | 113 502 426 $ |
| 8.   | Les Nuits avec mon ennemi                   | États-Unis d'Amérique | Joseph Ruben               |               | 101 599 005 $ |
| 9.   | Le Père de la mariée                        | États-Unis d'Amérique | Charles Shyer              |               | 89 325 780 $  |
| 10.  | Y a-t-il un flic pour sauver le président ? | États-Unis d'Amérique | David Zucker               |               | 86 930 411 $  |
| 11.  | Beignets de tomates vertes                  | États-Unis d'Amérique | Jon Avnet                  |               | 82 418 501 $  |
| 12.  | Les Nerfs à vif                             | États-Unis d'Amérique | Martin Scorsese            |               | 79 091 969 $  |
| 13.  | Les Tortues ninja 2                         | États-Unis d'Amérique | Michael Pressman           |               | 78 656 813 $  |
| 14.  | Backdraft                                   | États-Unis d'Amérique | Ron Howard                 |               | 77 868 585 $  |
| 15.  | Star Trek VI : Terre inconnue               | États-Unis d'Amérique | Nicholas Meyer             |               | 74 888 996 $  |
| 16.  | Le Prince des marées                        | États-Unis d'Amérique | Barbra Streisand           |               | 74 787 599 $  |
| 17.  | JFK                                         | États-Unis d'Amérique | Oliver Stone               |               | 70 405 498 $  |